# Крикливый, Василий Васильевич
Василий Васильевич Крикливый (1915—1984) — гвардии капитан Советской Армии, участник Великой Отечественной войны, Герой Советского Союза (1943).

## Биография
Василий Крикливый родился 3 марта 1915 года в селе Сокиринцы (ныне — Сребнянский район Черниговской области Украины). После окончания двух классов школы и курсов трактористов работал на машинно-тракторной станции.
В 1937 году был призван на военную службу в Рабоче-крестьянскую Красную Армию. Окончил полковую школу. Участвовал в боях на озере Хасан.
В 1940 году был демобилизован, однако в 1941 году повторно призван в армию. С июня того же года — на фронтах Великой Отечественной войны. К ноябрю 1943 года старший сержант Василий Крикливый командовал орудием 1958-го истребительно-противотанкового артиллерийского полка 41-й отдельной истребительно-противотанковой артиллерийской бригады 65-й армии 1-го Белорусского фронта. Отличился во время освобождения Гомельской области Белорусской ССР.
18 ноября 1943 года расчёт Крикливого в бою в районе города Речица, отражая немецкую контратаку, уничтожил 5 танков и несколько десятков солдат противника. Израсходовав все снаряды, Крикливый во главе группы бойцов вступил в рукопашную схватку, удержав захваченные позиции.
Указом Президиума Верховного Совета СССР от 24 декабря 1943 года за «мужество и героизм, проявленные при отражении контратак противника и удержании плацдарма на правом берегу Днепра», старший сержант Василий Крикливый был удостоен высокого звания Героя Советского Союза с вручением ордена Ленина и медали «Золотая Звезда» за номером 2998.
После окончания войны продолжил службу в Советской Армии. Окончил курсы младших лейтенантов и курсы усовершенствования офицерского состава. В 1958 году был уволен в запас в звании капитана. Вернулся в Сокиринцы. Умер 23 марта 1984 года, похоронен в Сокиринцах.
Был также награждён орденом Отечественной войны 1-й степени и двумя орденами Красной Звезды, рядом медалей.